# Эспарса, Рауль
Рау́ль Эдуа́рдо Эспа́рса (англ. Raúl Eduardo Esparza, род. 24 октября 1970, Уилмингтон, Делавэр, США) — американский актёр. Четырёхкратный номинант на премию «Тони».

## Ранние годы
Эспарса родился в семье американцев кубинского происхождения в Уилмингтоне, штат Делавэр, и вырос в Майами, штат Флорида. В 1988 году он окончил подготовительную школу Белен Джесуит, а в 1992 году получил степень бакалавра изящных искусств в Школе искусств Тиш Нью-Йоркского университета.

## Личная жизнь
Эспарса — открытый бисексуал. Он был женат на своей подруге из старшей школы, Мишель Мари Перес, с 1993 по 2008 год.

## Фильмография

### Кино
| Год  | Название на русском         | Оригинальное название              | Роль                 | Примечания           |
| ---- | --------------------------- | ---------------------------------- | -------------------- | -------------------- |
| 2005 | Шоу-бизнес: Путь на Бродвей | ShowBusiness: The Road to Broadway | он сам               | Документальный фильм |
| 2006 | Признайте меня виновным     | Find Me Guilty                     | Тони Компанья        |                      |
| 2010 | Забери мою душу             | My Soul to Take                    | Абель Пленков        |                      |
| 2011 |                             | Trouble in the Heights             | Невада Рамирес       |                      |
| 2015 | Опека                       | Custody                            | Луис                 |                      |
| 2017 | Фердинанд                   | Ferdinand                          | Морено (озвучивание) |                      |

### Телевидение
| Год     | Название на русском                   | Название на английском            | Роль                          | Примечания                                                              |
| ------- | ------------------------------------- | --------------------------------- | ----------------------------- | ----------------------------------------------------------------------- |
| 1997    | Спин-Сити                             | Spin City                         | репортёр                      | Эпизод: «In the Heat of the Day»                                        |
| 2007    | Мёртвые до востребования              | Pushing Daisies                   | Альфредо Альдарисио           | 2 эпизода                                                               |
| 2009    | Закон и порядок: Преступное намерение | Law & Order: Criminal Intent      | Кевин Малруни                 | Эпизод: «Lady's Man»                                                    |
| 2010    | Закон и порядок                       | Law & Order                       | Деннис Ди Пальма              | Эпизод: «Blackmail»                                                     |
| 2010    | Медиум                                | Medium                            | Дэвид Островски               | Эпизод: «Blood on the Tracks»                                           |
| 2011    | Одарённый человек                     | A Gifted Man                      | Филлип Ромеро                 | 2 эпизода                                                               |
| 2012–18 | Закон и порядок: Специальный корпус   | Law & Order: Special Victims Unit | Рафаэль Барба                 | Повторяющаяся роль (14 сезон), Основная роль (15–19 сезон) 115 эпизодов |
| 2012    | Парк авеню, 666                       | 666 Park Avenue                   | Филлип Перес                  | Эпизод: «Hypnos»                                                        |
| 2013–15 | Ганнибал                              | Hannibal                          | доктор Фредерик Чилтон        | 12 эпизодов                                                             |
| 2014    | Даша и друзья: приключения в городе   | Dora and Friends: Into the City!  | большой плохой волк (озвучка) |                                                                         |
| 2016–17 | Конь БоДжек                           | BoJack Horseman                   | Ральф Стилтон (озвучка)       |                                                                         |
| 2018    | Путь                                  | The Path                          | Джексон Нилл                  | 4 эпизода                                                               |
| 2022    | Кэнди                                 | Candy                             | Дон Краудер                   | Мини-сериал                                                             |